# Коряково (Кировская область)
Коряково — деревня в Советском районе Кировской области в составе Родыгинского сельского поселения.

## География
Находится на правом берегу Вятки на расстоянии примерно 5 километров по прямой на северо-запад от нового моста через реку Пижма в районном центре городе Советск.

## История
Известна с 1873 года как деревня Корякова, когда здесь было учтено дворов 18 и жителей 163, в 1905 (Коряковская) 32 и 235, в 1926 (Коряково или Корековщина) 39 и 176, в 1950 37 и 124, в 1989 уже оставалось 16 постоянных жителей. Настоящее название утвердилось с 1939 года. Ныне имеет дачный характер.

## Население
Постоянное население составляло 6 человек (русские 100 %) в 2002 году, 4 в 2010.